# Герб Ленінградської області

Герб Ленінградської області

Герб Ленінградської області є символом Ленінградської області, прийнято 9 грудня 1997 року.

## Опис
Герб Ленінградської області являє собою зображення на геральдичному щиті з відношенням ширини до висоти 8:9 срібного якоря, пересіченого золотим ключем на лазуровому (блакитному) поле. У верхній частині щита зображена срібна зубчаста стіна в перев'яз на червоному полі.